# Gallotia atlantica
Gallotia atlantica là một loài thằn lằn trong họ Lacertidae. Loài này được Peters & Doria mô tả khoa học đầu tiên năm 1882.

## Hình ảnh

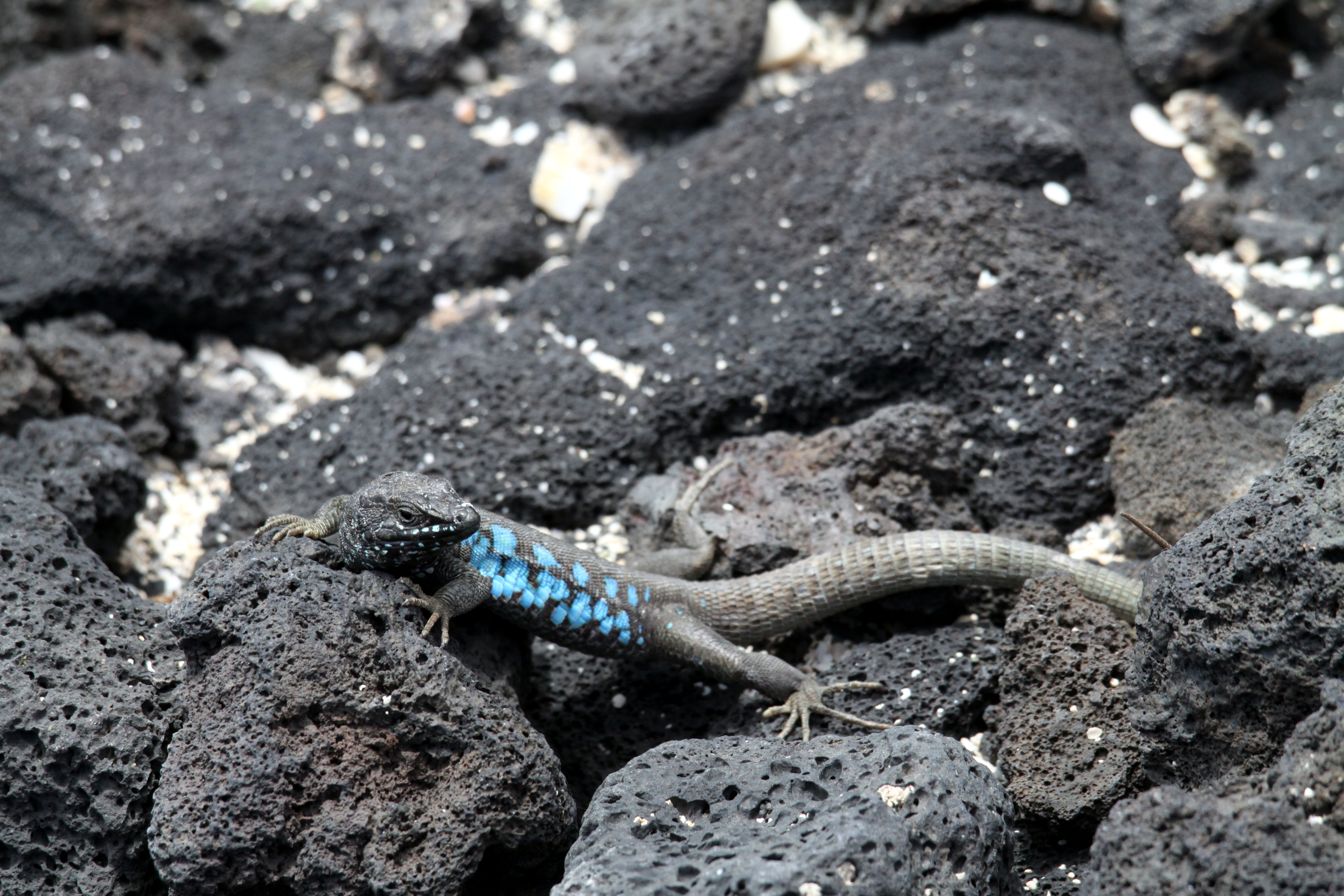
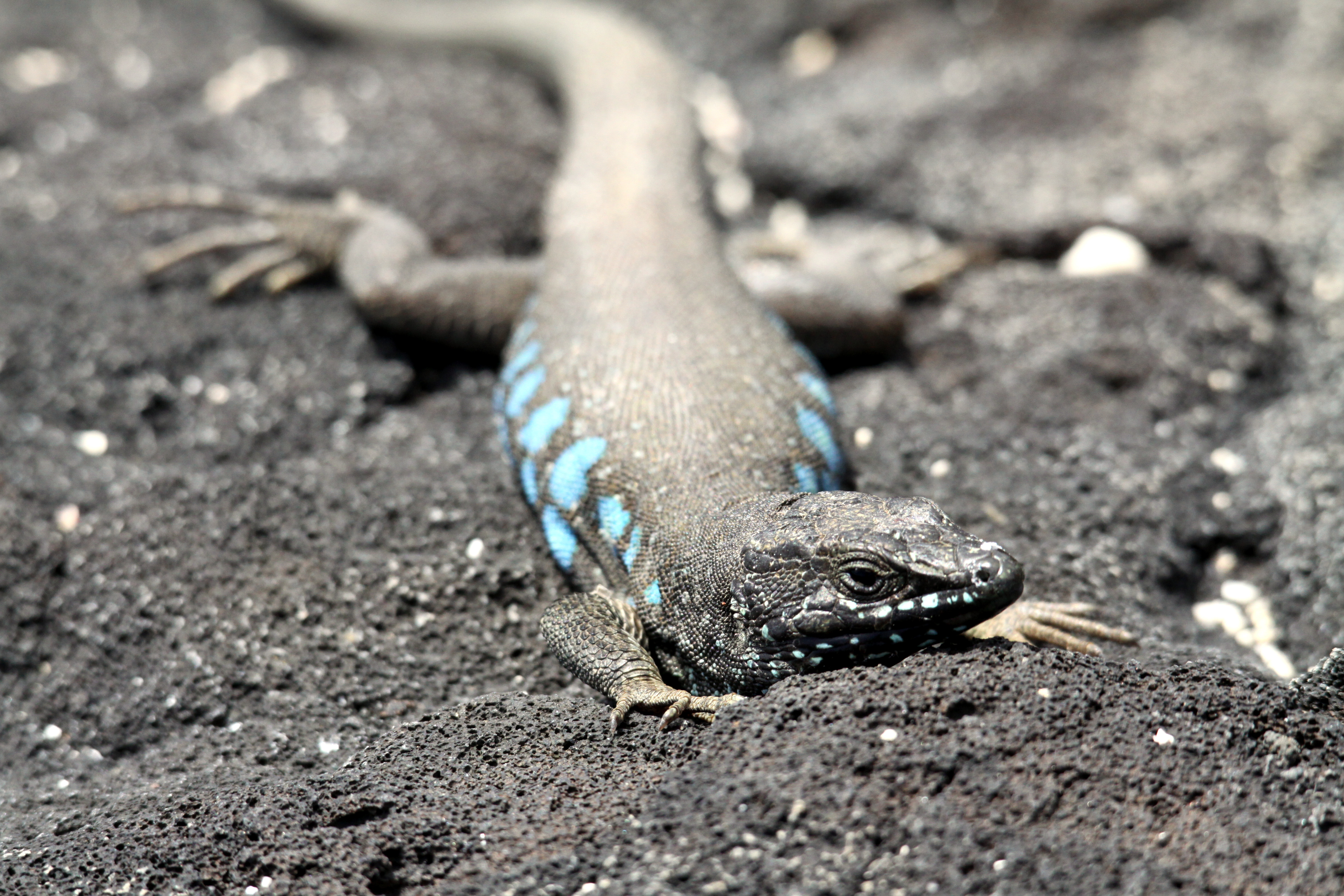
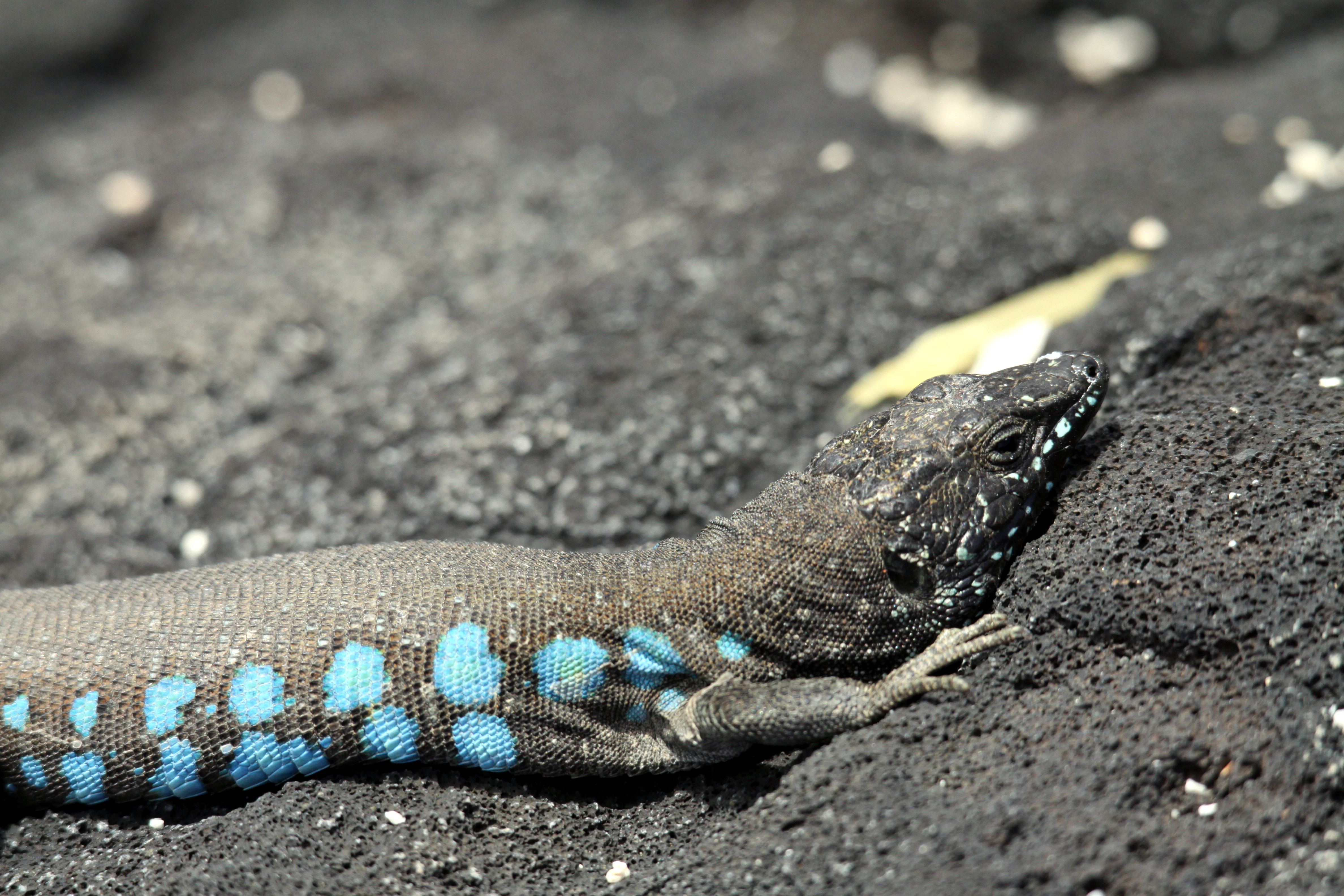
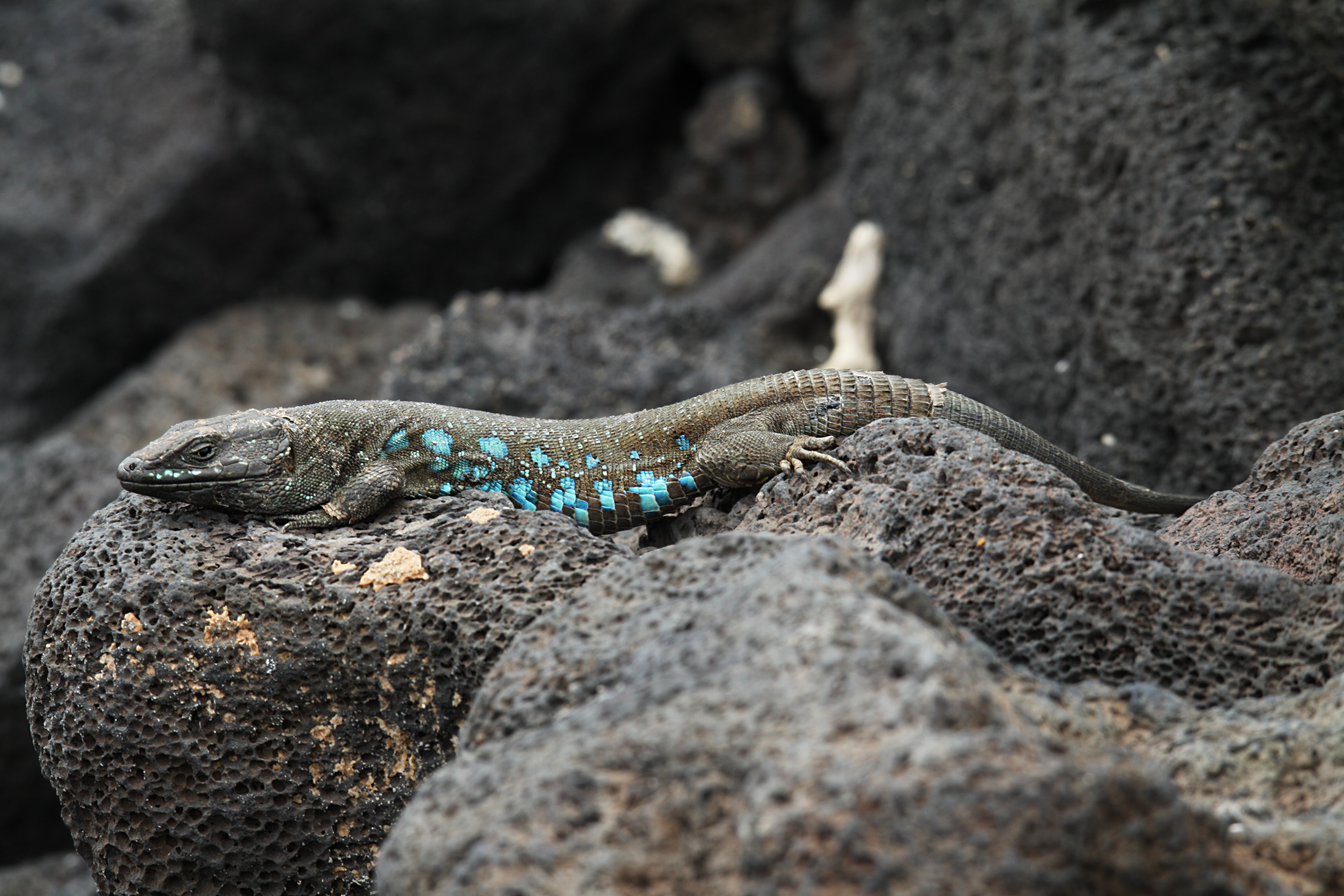